# Halle Janemar
Harald „Halle” Janemar (ur. 4 maja 1920 w Vendel w gminie Tierp, zm. 14 lutego 2016 w Uppsali) – szwedzki kolarz torowy, szosowy i panczenista, brązowy medalista torowych mistrzostw świata.

## Kariera
Pierwszy sukces w karierze Halle Janemar osiągnął w 1938 roku, kiedy zdobył mistrzostwo Szwecji juniorów w indywidualnej jeździe na czas. Na rozgrywanych rok później mistrzostwach krajów nordyckich zdobył złoty medal w szosowym wyścigu drużynowym. Największy sukces osiągnął w 1946 roku, kiedy zdobył brązowy medal w indywidualnym wyścigu na dochodzenie amatorów podczas torowych mistrzostw świata w Zurychu. W zawodach tych wyprzedzili go jedynie Francuz Roger Rioland oraz Duńczyk Børge Gissel. W tym samym roku Janemar wystartował na łyżwiarskich mistrzostwach świata w wieloboju w Oslo, gdzie wygrał bieg na 500 m, ale w klasyfikacji końcowej zajął dziesiąte miejsce. mistrzostwach świata w wieloboju w Oslo w 1947 roku był siedemnasty, a rok później, podczas zimowych igrzysk olimpijskich w Sankt Moritz był jedenasty na dystansie 500 m. Brał ponadto udział w mistrzostwach świata w wieloboju w Oslo w 1949 roku, jednak w klasyfikacji końcowej bł dopiero dwudziesty. Ponadto wielokrotnie zdobywał medale szosowych mistrzostw Szwecji, w tym cztery złote.